# Mănăstirea Hirsau
Mănăstirea Sf. Petru din comuna Hirsau, regiunea Pădurea Neagră, a fost în evul mediu o mănăstire importantă din Germania.

## Istoric
Hirsau cu capela Nazarius a fost încă din secolul al VIII-lea unul din elementele religioase de bază din partea de nord a regiunii muntoase Pădurea Neagră, prin activitatea episcopului Noting von Vercelli, care a fost probabil strămoșul ducilor von Calw. Aici au fost aduse din Milano relicvele lui Aurelianus cel Sfânt (nobil roman), întemeindu-se „Mănăstirea Aurelianus”, care a dăinuit între anii 1000 - 1049. Papa Leon al IX-lea a ordonat ducelui de Calw să întemeieze din nou mănăstirea, unde au venit 12 călugări din Elveția cu starețul (Abt) Friedrich von Hirsau. Wilhelm von Hirsau de la bazilica St. Emmeram din Regensburg devine în 1069 noul stareț și inițiator al reformelor bisericești din Hirsau. 
Astfel Hirsau devine în Germania un centru al promovării ideilor reformei de la Cluny. Biserica a fost apoi transformată arhitectural în bazilică.

## Galerie de imagini

Mănăstirea Hirsau - Kloster Hirsau
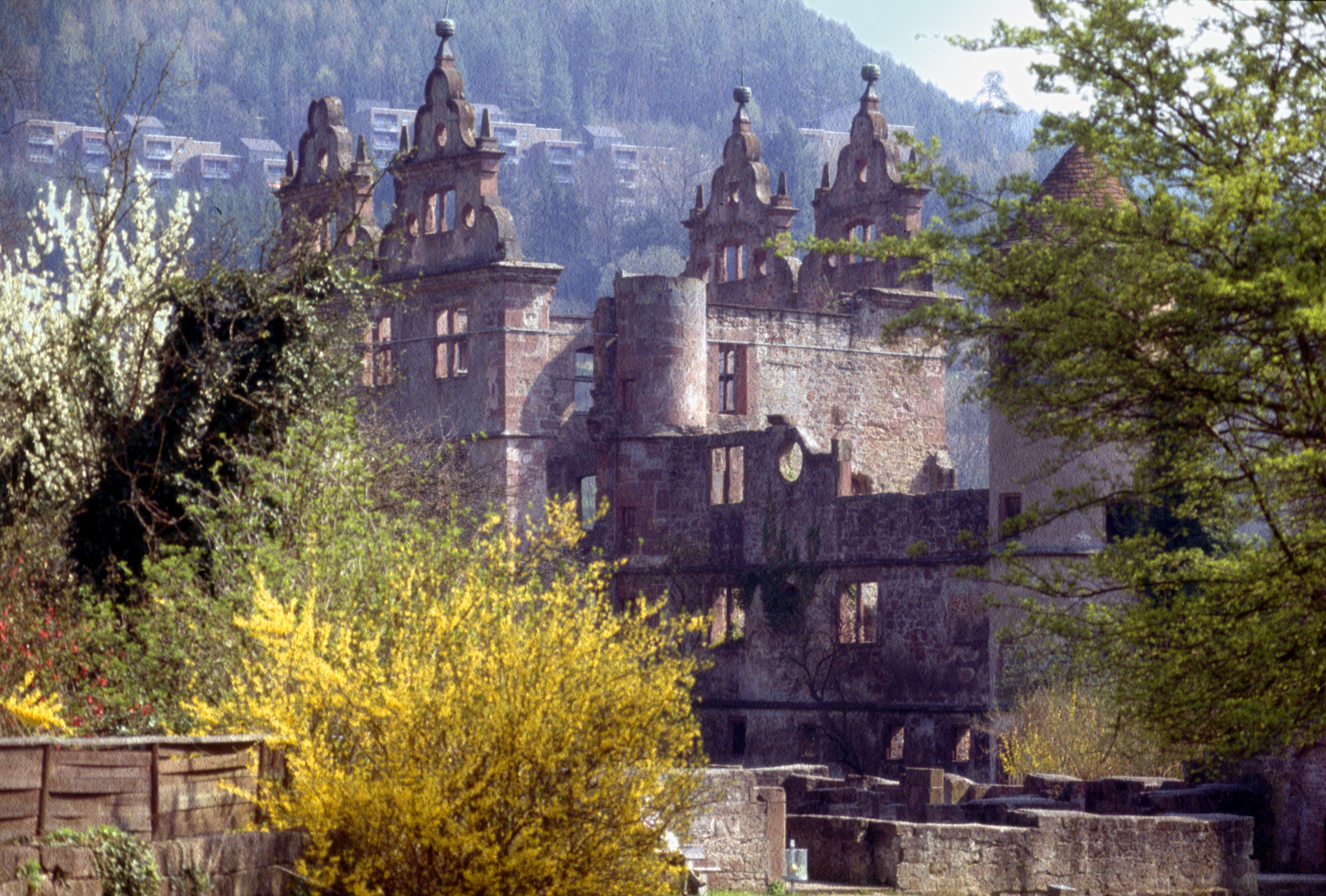
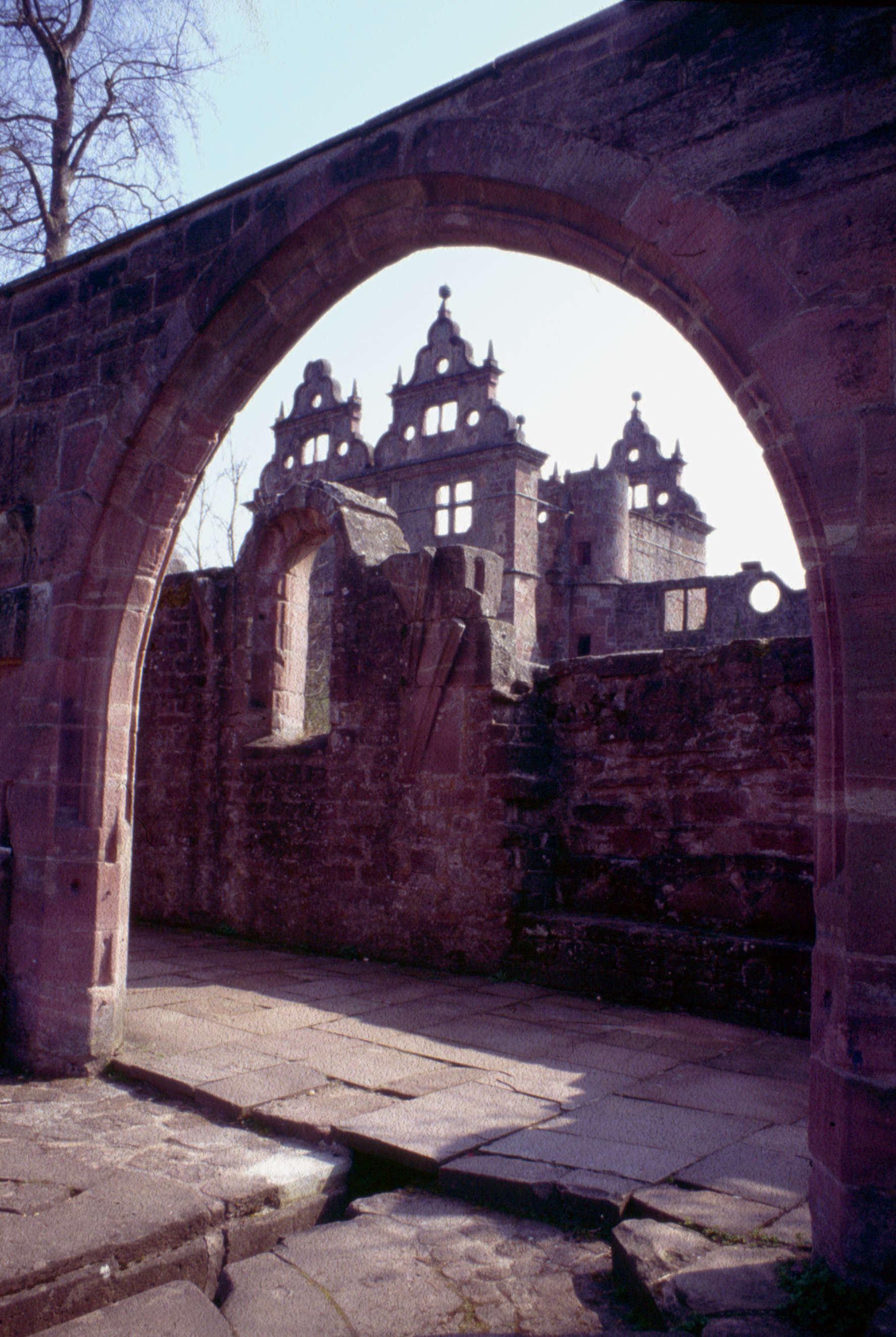
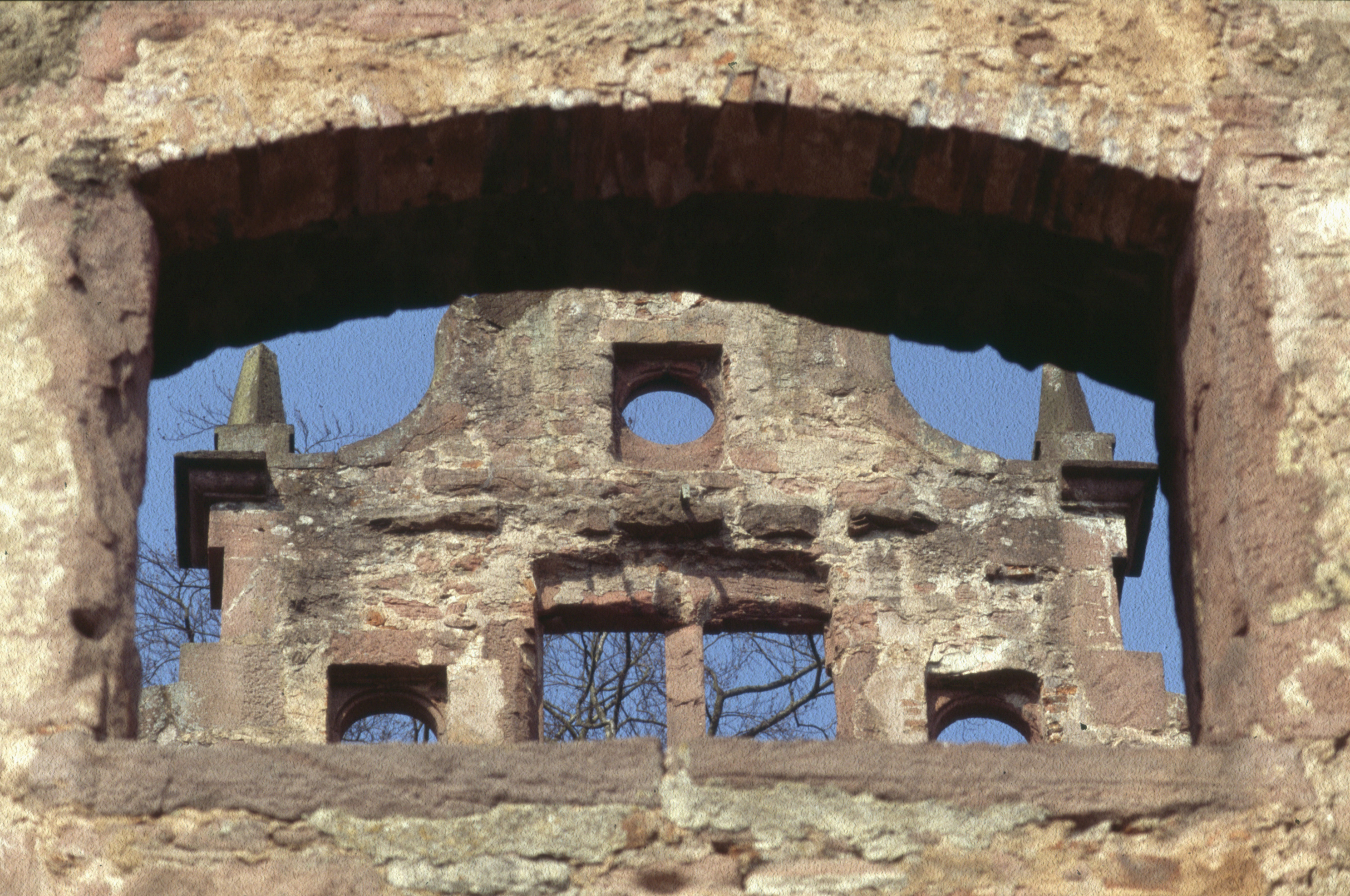
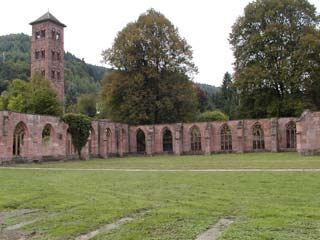
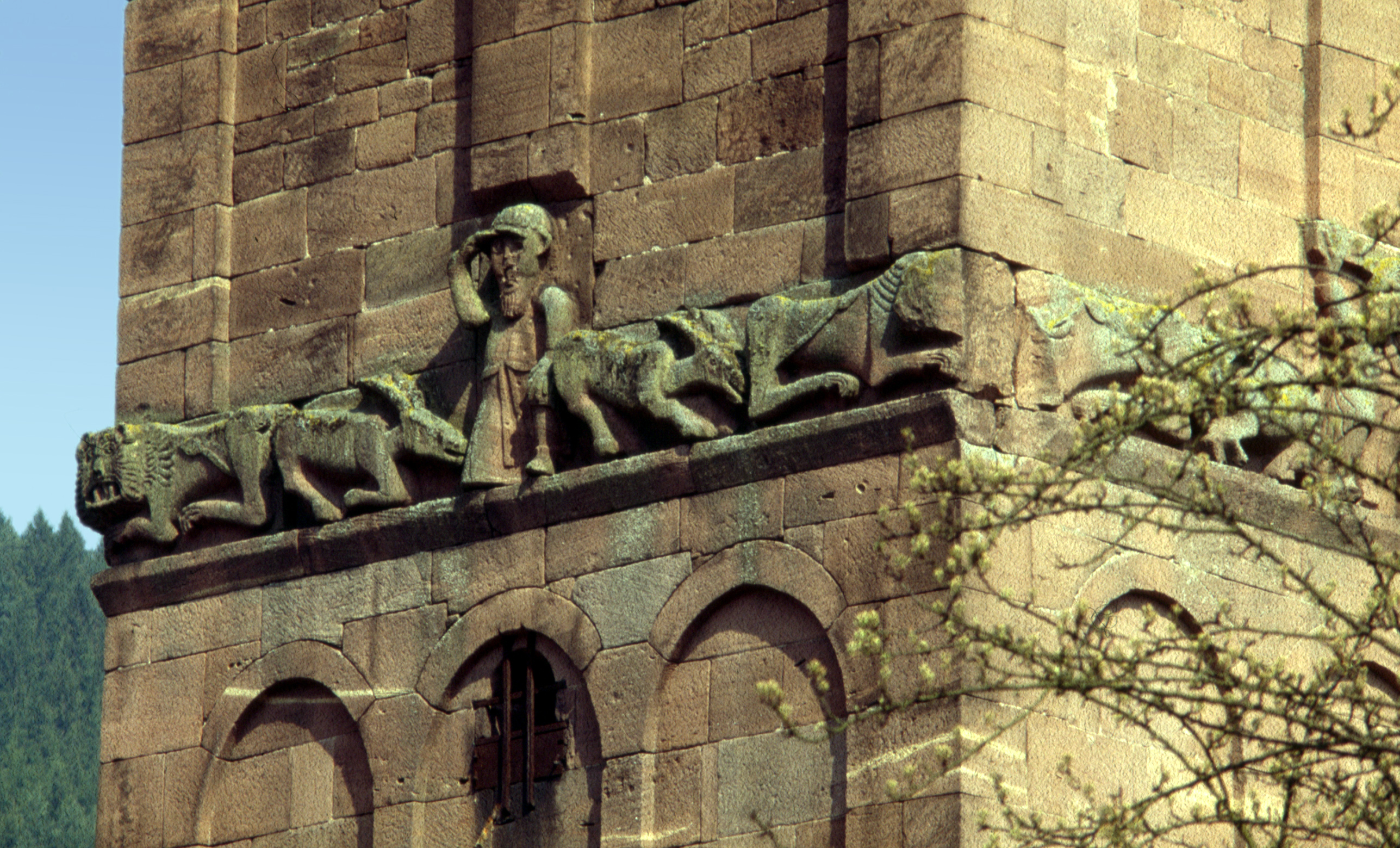
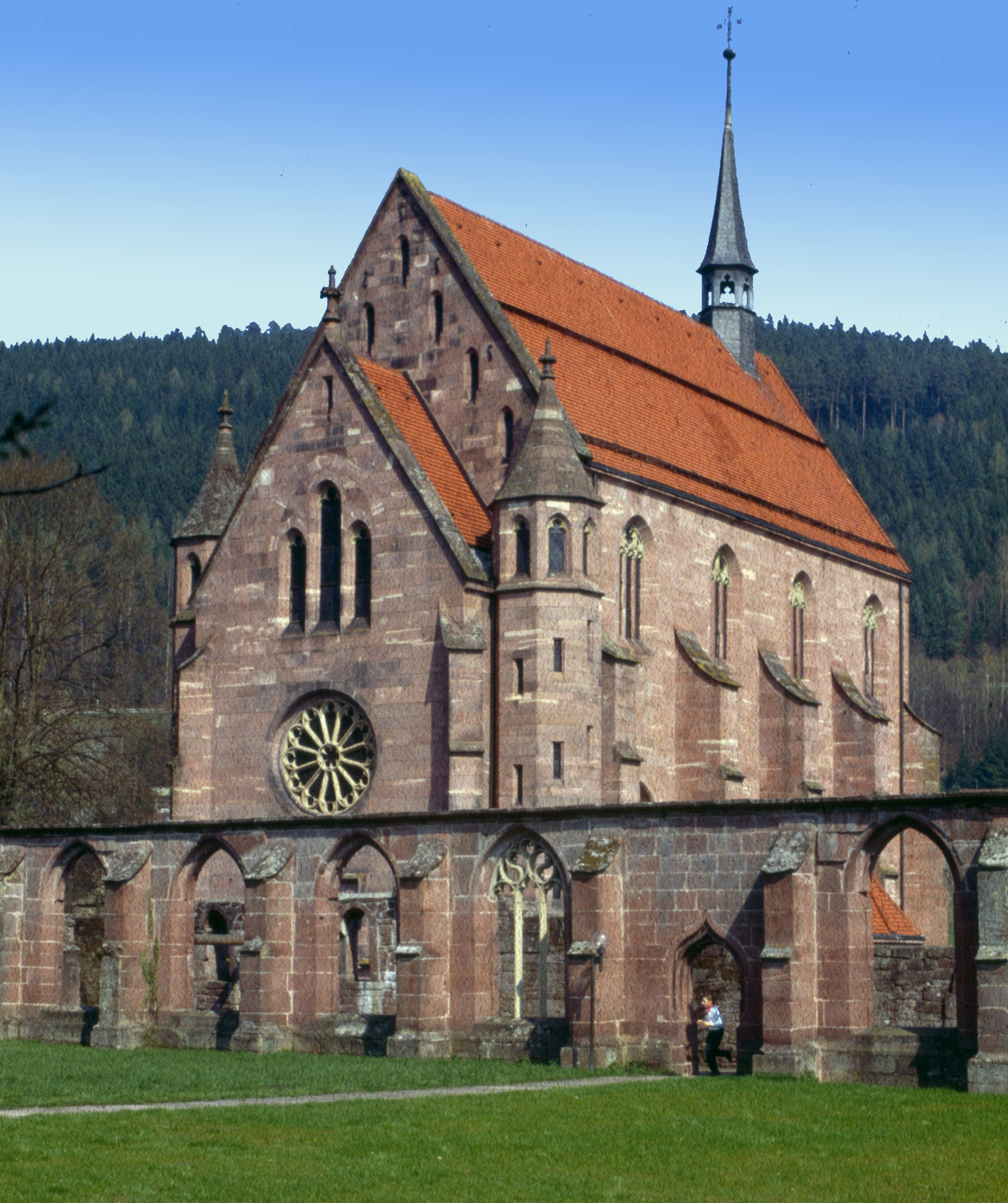
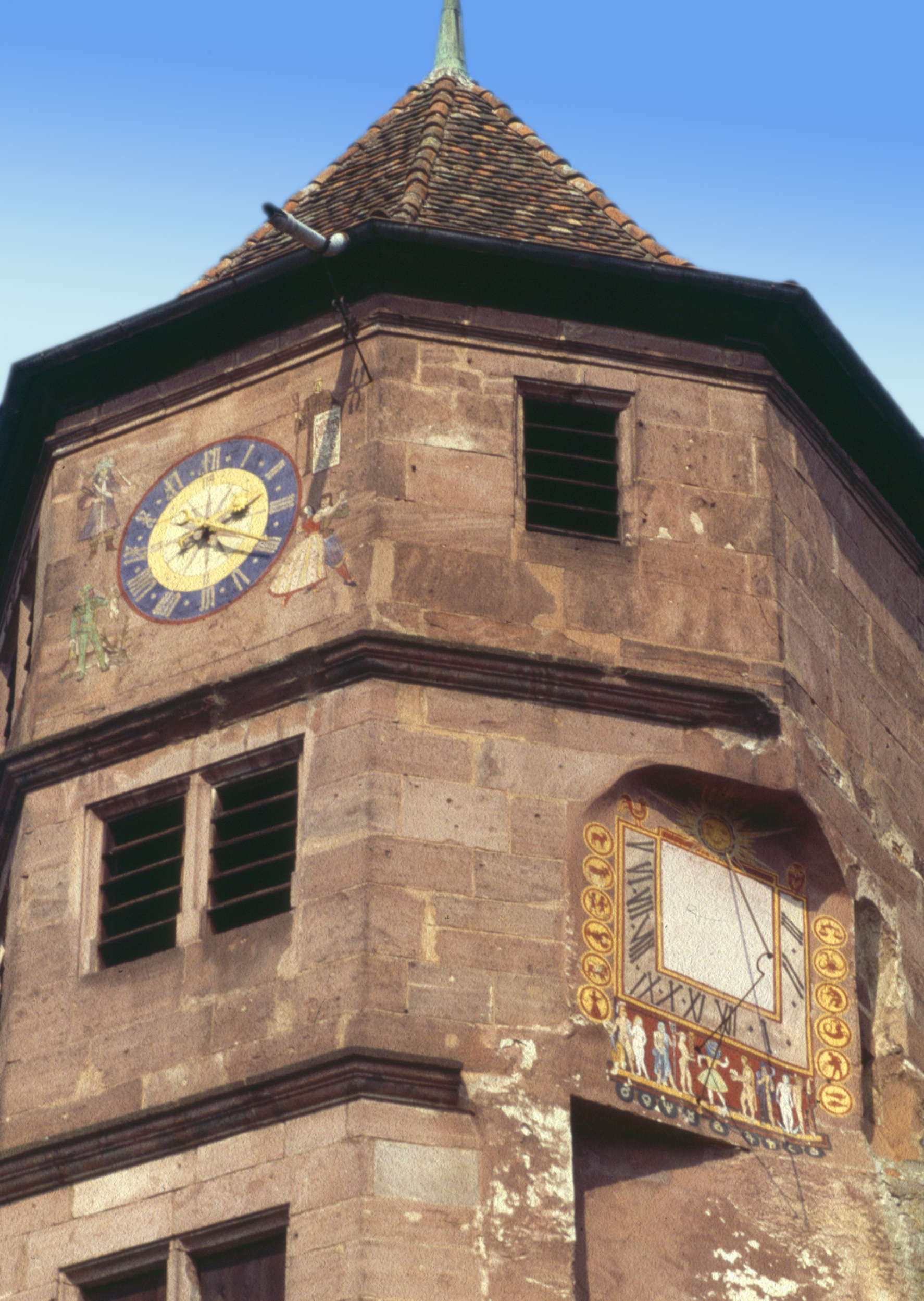
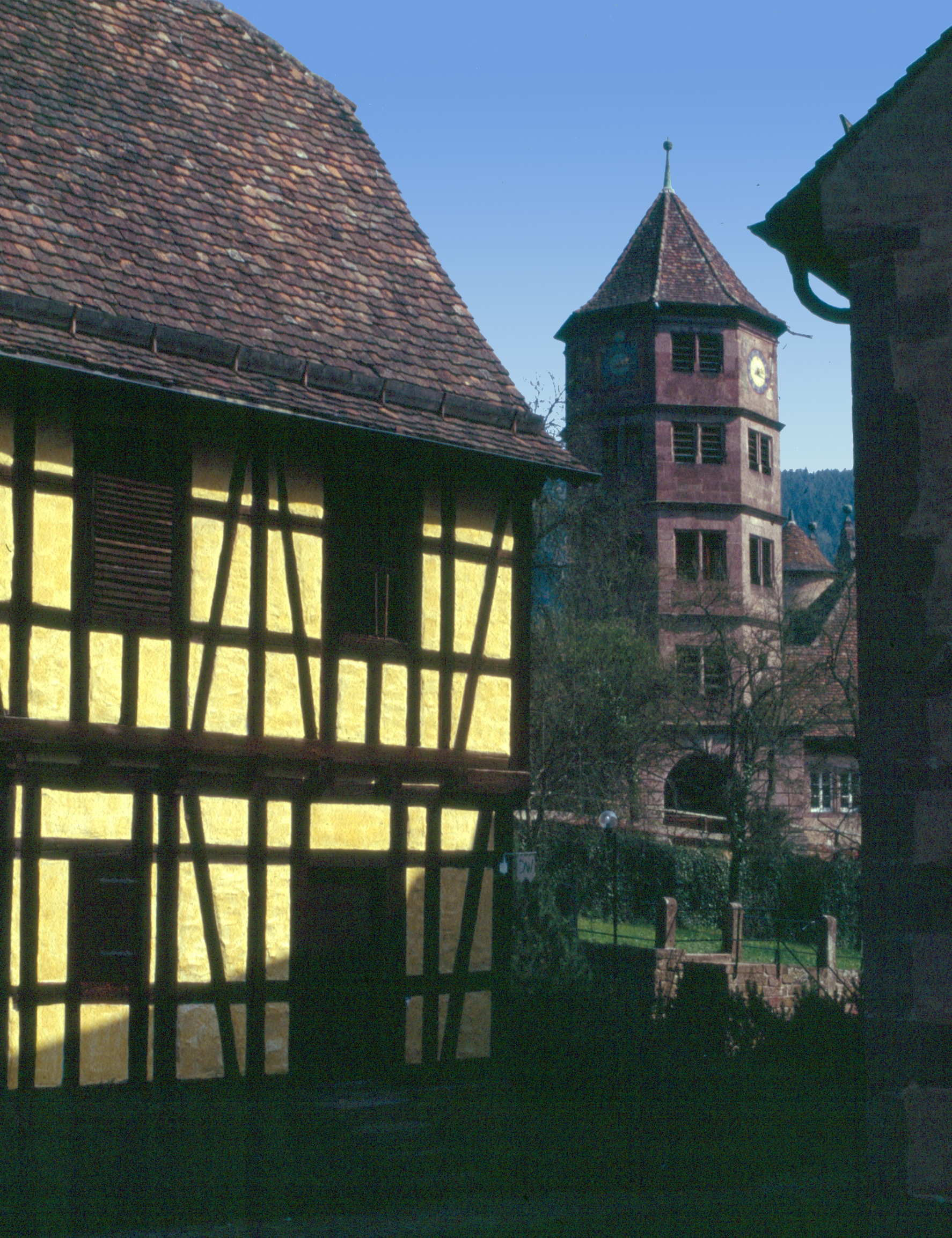